# 西富田町
西富田町（にしとみだちょう）は、徳島県徳島市の町名。2021年（令和3年）6月現在の人口及び世帯数はなし。郵便番号は〒770-0929。

## 地理
徳島市の中央部、眉山の東斜面に位置し、西富田地区に属している。南は勢見町、東は伊賀町に接する。徳島市新町小学校・徳島市富田中学校の校区に含まれている。無住地である。

### 山岳
- 眉山

### 小字
- 山分

## 歴史
元は富田浦町の一部で、1940年（昭和15年）に現在の町名となった。1969年（昭和44年）に一部が勢見町となる。